# Rawkus Records
Rawkus Records – amerykańska wytwórnia muzyczna założona w 1996 roku przez Briana Bratera i Jarreta Myera w Nowym Jorku. Do najbardziej znanych artystów, którzy na początku swoich karier byli związani z Rawkus, należą Mos Def, Talib Kweli, Hi-Tek i Pharoahe Monch. W pierwszych latach istnienia wytwórnia była współfinansowana przez Jamesa Murdocha, syna Ruperta.
W 2007 roku Rawkus zwróciło na siebie uwagę akcją Rawkus 50, w ramach której wydane zostały albumy 50 mało znanych artystów hip-hopowych.

## Wybrane albumy wydane przez Rawkus
- 1997: Company Flow – Funcrusher Plus
- 1998: Black Star – Mos Def and Talib Kweli are Black Star
- 1999: Company Flow – Little Johnny from the Hospitul: Breaks & Instrumentals Vol.1
- 1999: High & Mighty – Home Field Advantage
- 1999: Mos Def – Black on Both Sides
- 1999: Pharoahe Monch – Internal Affairs
- 1999: DJ Spinna – Heavy Beats Volume 1
- 2000: Big L – The Big Picture
- 2000: Reflection Eternal – Train of Thought
- 2001: Hi-Tek – Hi-Teknology
- 2002: Talib Kweli – Quality
- 2004: Talib Kweli – The Beautiful Struggle
- 2007: Marco Polo – Port Authority